# Ywi
Ywi, o Iwi o ancora Iwig, talora italianizzato in Ivio (VII secolo – 704), fu un monaco britanno vissuto fra il VII e l'VIII secolo, ed è venerato come santo dalla Chiesa cattolica.

## Biografia
Fu discepolo di san Cutberto, vescovo di Lindisfarne. Da qui nel 625 parti alla volta della Bretagna.

Nient'altro si sa della sua vita.

## Culto
Il suo culto era professato in particolare in Francia ed in Inghilterra. Negli antichi calendari inglesi viene festeggiato l'8 ottobre, mentre il martirologio romano attualmente indica il 6 ottobre.
Documenti risalenti circa all'anno 1000 danno le sue reliquie nell'abbazia di Wilton, presso Salisbury.